# Villiersfaux
Villiersfaux település Franciaországban, Loir-et-Cher megyében. Lakosainak száma 246 fő (2022. január 1.). Villiersfaux Ambloy, Houssay, Huisseau-en-Beauce, Marcilly-en-Beauce és Thoré-la-Rochette községekkel határos.

## Népesség
A település népessége az elmúlt években az alábbi módon változott:
| Lakosok száma | 176  | 184  | 215  | 249  | 260  | 263  | 255  | 241  | 247  | 246  |
|               | 1968 | 1982 | 1990 | 2006 | 2013 | 2015 | 2017 | 2019 | 2020 | 2022 |